# El cisne de Tuonela

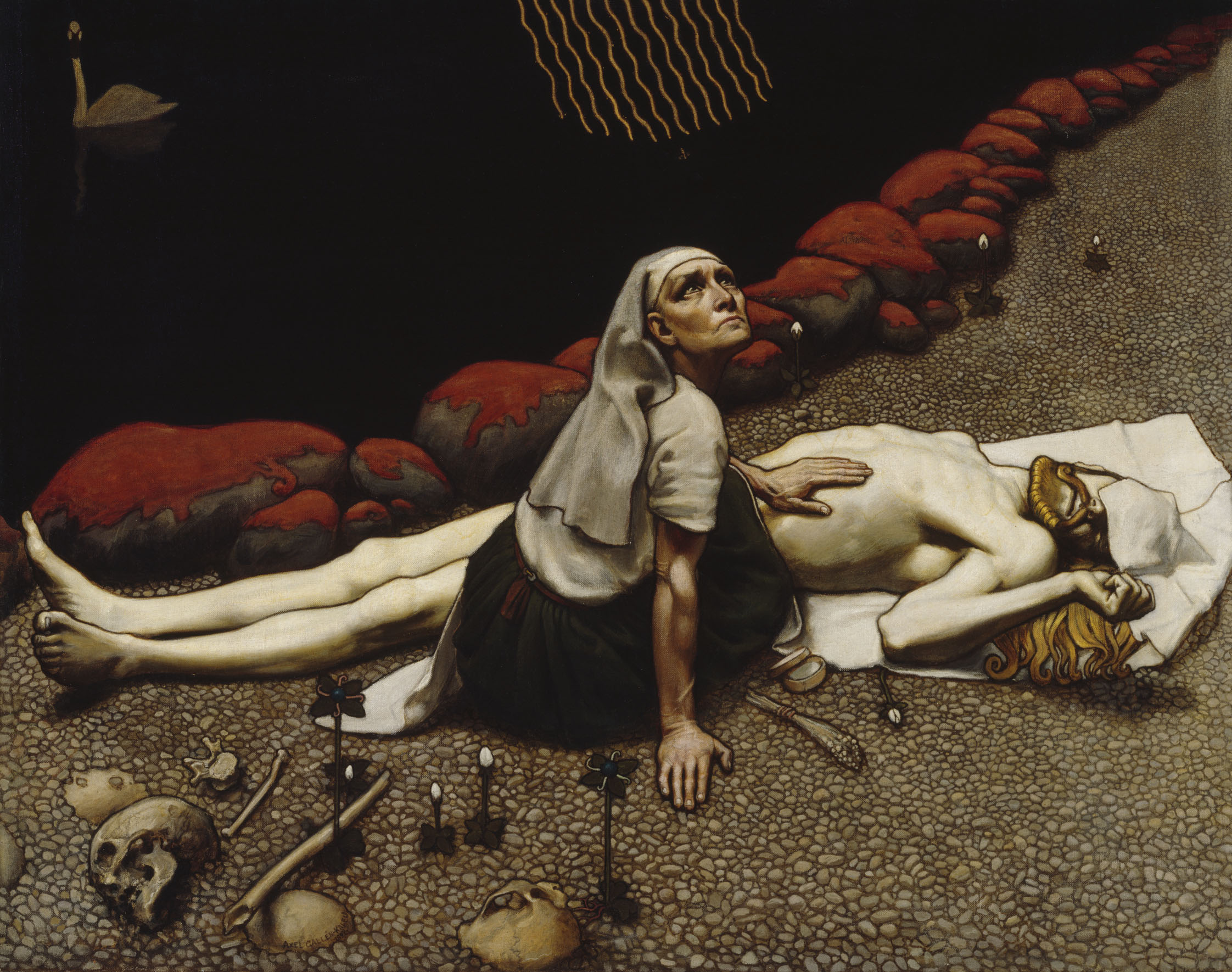
El cuadro de Akseli Gallen-Kallela de 1897 titulado Lemminkäisen äiti (La madre de Lemminkäinen), mostrando la madre con su hijo muerto, en un pasaje de la leyenda del cisne de Tuonela.

El cisne de Tuonela (en finés: Tuonelan joutsen) es un poema sinfónico compuesto en 1895 por el finlandés Jean Sibelius. Forma parte de la Suite Lemminkäinen (Cuatro Leyendas de la Kalevala), Op. 22, basado en el Kalevala, la epopeya nacional de mitología finlandesa.
El poema sinfónico está orquestado para una pequeña orquesta de corno inglés, oboe, clarinete bajo, dos fagotes, cuatro trompas, tres trombones, timbales, bombo, arpa, y cuerdas en divisi. El corno inglés es la voz del cisne, y su solo es quizás el solo para corno inglés más conocido del repertorio orquestal.
La música pinta una delicada y trascendental imagen de un cisne místico nadando en Tuonela, el reino de los muertos. Lemminkäinen, el héroe de la epopeya, tiene como misión asesinar al cisne; pero en el camino, recibe un disparo de una flecha envenenada y muere. En la siguiente parte de la historia es vuelto a la vida.
El Cisne de Tuonela fue compuesto originalmente en 1893 como el preludio a un proyecto de ópera llamada La construcción de un barco. Sibelius revisado dos años más tarde, convirtiéndose en la segunda sección de su Suite Lemminkäinen formada por cuatro poemas sinfónicos, que se estrenó en 1896. Revisó la pieza dos veces más, en 1897 y 1900. Sibelius no deja constancia de su composición en su correspondencia o diarios, y el manuscrito original se ha perdido. La obra fue publicada por primera vez por K. F. Wasenius en Helsingfors (Helsinki), Finlandia, en abril de 1901. La firma alemana Breitkopf & Härtel también lo publicó en Leipzig, ese mismo año.